# Aeronca C-2
El Aeronca C-2 fue un avión ligero, monoplano y monoplaza, que tiene la característica de ser el primer modelo producido por Aeronca Aircraft, en los años 20 del siglo XX. Este modelo tuvo bastante éxito durante la Gran Depresión, debido a un precio bastante accesible para la época, además de que era posible arrendarlo para su pilotaje por solamente 4 dólares la hora de vuelo, un valor considerado bajo con respecto a las aeronaves existentes en ese entonces.

## Historia

### Monoplano Roché
Jean Roché fue un ingeniero que desarrolló su carrera en Ohio, en la División de Materiales del Ejército de los Estados Unidos. Realizó numerosos diseños de aeronaves. Posteriormente, en 1923, se instaló en un taller junto a su ayudante Quienten Dohse, iniciando un proyecto de un monoplano monomotor, que logró avanzar, hacia 1925, hasta la construcción de un prototipo, que inicialmente fue equipado con un motor Henderson que no tuvo éxito. Seguidamente, contactaron con Harold Moorehouse, un ingeniero que recientemente había diseñado un motor para dirigibles, para que pudiese realizar un prototipo mayor, para su aeronave. Con 21 kW, el prototipo estuvo listo a mediados de 1925.
Tras el vuelo inicial el 1 de septiembre de 1925, muchos pilotos probaron el prototipo. Sin embargo, Wright Aeronautical compró los derechos del motor para su modelo Wright-Morehouse WM-80. Esta situación fue un paso atrás para el avión de Roché, al quedar sin propulsión.
Conrad Dietz, un amigo de Roché, sugirió que se dirigieran a mostrar su prototipo a los ejecutivos de la Aeronautical Corporation of America, una empresa recién formada en Cincinnati. Consiguen un motor Poole-Galloway para la demostración. La firma, tras observar el prototipo, decide adquirirlo, ya que en ese entonces no tenían aeronaves que ofertar.

### Aeronca C-2
Tras observar el prototipo de Roché, en el verano de 1929 se cierra el negocio con las siguientes condiciones:
- Jean Roché se mantiene en la División de Materiales, pero acepta un puesto como Asesor en Aeronca.
- Robert Galloway (uno de los diseñadores del motor), acepta unirse a la compañía, como Ingeniero Jefe.
- Roger Schlemmer es llamado para realizar mejoras en el diseño de la aeronave, que permitan su producción en serie.

El motor Poole-Galloway, toma la denominación E-107A. Aeronca produce su primer C-2, que realiza su primer vuelo el 20 de octubre de 1929. Posteriormente, la aeronave recibe su certificación por parte de la Oficina de Aeronáutica y del Departamento de Comercio de Estados Unidos, el Approved Type Certificate (ATC 351), el 13 de agosto de 1930. A pesar de la Gran Depresión, el Aeronca C-2 no fue una aeronave difícil de vender, lo que en parte ayudó a la economía de la empresa y a la difusión de la aviación como una práctica para todas las personas.
El diseño de la cabina era muy simple, con un asiento conformado por una simple placa de madera laminada, un panel con cinco instrumentos, un bastón de mando y pedales para el timón. Este diseño fue el que le hizo ganar su apodo de bañera voladora. Sin embargo, también lo permitió su bajo precio de venta al público.
Hasta 1931, año en que se introduce el Aeronca C-3, un modelo biplaza, el C-2 gozó de gran popularidad en el mercado.

## Variantes

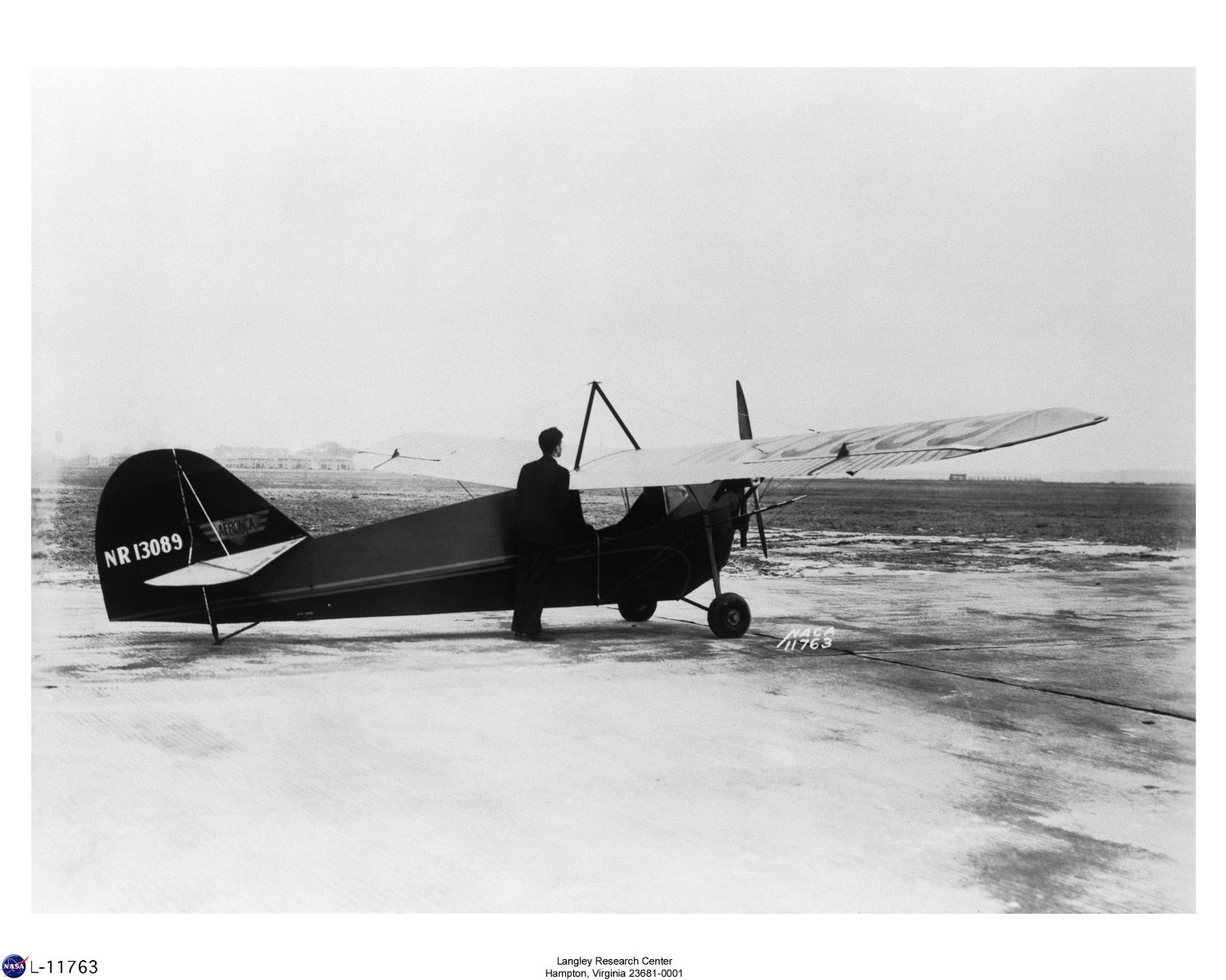
Aeronca C-2N Scout De luxe en Langley.

El Aeronca C-2 logró desarrollarse y venderse no solamente en su versión básica, sino en otras, con mejoras, como las que siguen:
C-2
Versión básica, equipada con el motor Aeronca E-107A de 26 hp.
C-2 Deluxe
Versión mejorada, con fuselaje más ancho y una serie de mejoras de diseño.
C-2N Scout
Avión deportivo de lujo, equipado con un motor Aeronca E-112 o E-133A de 36 hp.
PC-2
Versión en hidroavión del C-2, se antecede la P de pontón.
PC-2 Deluxe
Versión hidroavión del C-2 Deluxe.

## Ejemplares en exposición

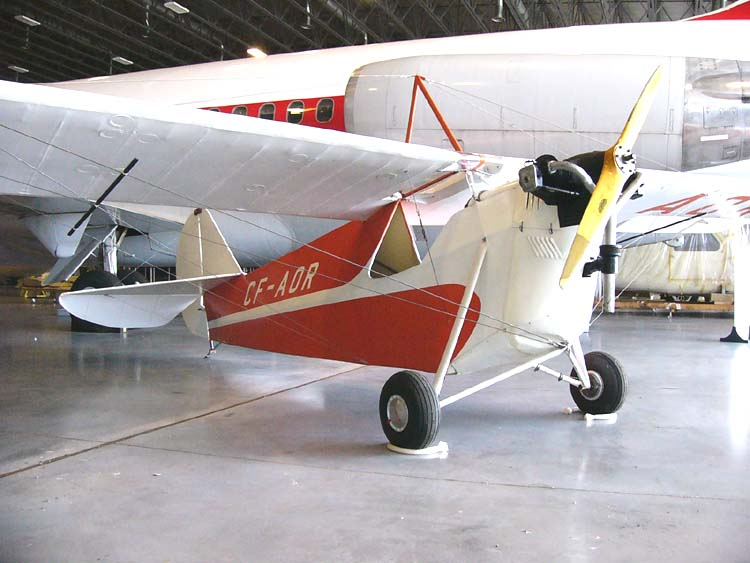
Aeronca C-2N exhibido en el Museo del Aire y del Espacio de Canadá.

Actualmente se tienen datos de cuatro aeronaves Aeronca C-2, que se exponen en los siguientes lugares:
- El primer prototipo del Aeronca C-2, se encuentra en exposición en el Museo Nacional del Aire y el Espacio de Estados Unidos del Aeropuerto Internacional Dulles, específicamente en el Steven F. Udvar-Hazy Center.
- El Museo EAA AirVenture en Oshkosh, Wisconsin expone un C-2N, que obtuvo los siguientes récords:
  - Récord internacional de altura: 5920,9 m (19425,8 pies).
  - Récord de altura para pilotos aficionados: 6095 m (19997 pies).
  - Récord de velocidad en 500 km para avionetas monoplaza: 113,47 km/h (70,4 mph).
  - Récord de distancia para avioneta monoplaza en recorrido fijo: 370,65 km (230,3 mi).
  - Récord internacional de altura para avioneta monoplaza: 4596,9 m (15081,9 pies).
  - Récord de velocidad en 100 km para avionetas: 130,2 km/h (80,9 mph).
  - Récord de distancia para avionetas: 355,99 km (221,20 mi).
- El Museo de Aviación de Richmond, Virginia, mantiene otro ejemplar de C-2N.
- Finalmente el Museo del Aire y del Espacio de Canadá, también mantiene un C-2N.

## Especificaciones

### Características generales
- Tripulación: 1
- Longitud: 6,1 m (20 ft)
- Envergadura: 11 m (36 ft)
- Altura: 2,3 m (7,5 ft)
- Superficie alar: 13,2 m² (142,1 ft²)
- Peso vacío: 184 kg (405,5 lb)
- Peso máximo al despegue: 317 kg (698,7 lb)
- Planta motriz: 1×  Aeronca E-107 de 1753 cm³ (107 in3).
  - Potencia: 22 kW (30 HP; 30 CV)

### Rendimiento
- Velocidad nunca excedida (Vne): 128 km/h (80 MPH; 69 kt)
- Velocidad crucero (Vc): 104 km/h (65 MPH; 56 kt)
- Velocidad de entrada en pérdida (Vs): 50 km/h (31 MPH; 27 kt)
- Alcance: 384 km (207 nmi; 239 mi)
- Techo de vuelo: 5032 m (16 509 ft)
- Régimen de ascenso: 2,3 m/s (449 ft/min)
- Carga alar: 24 kg/m² (4,9 lb/ft²)

### Desarrollos relacionados
- Aeronca C-3

### Aeronaves similares
- Mignet Pou-du-Ciel